# Pimpa, a Tartaruga
Pimpa, a Tartaruga é um romance infanto-juvenil de Miguel M. Abrahão, escrito em 1973, mas somente publicado em 1983 no Brasil e republicado sob a forma de peça teatral em 2009.

## Sinopse
Pimpa, a Tartaruga, traduz com humor mordaz as inter-relações das diversas tribos jovens urbanas. Conceitos, ideologias, indumentárias, opções de vidas diferentes constituem-se nos ingredientes básicos dessa fábula cheia de aventuras, mistérios e efeitos mágicos.
Sem originalidade, narrador de histórias sangrentas tenta, em vão, contar a saga de Pimpa, a tartaruga, com cores fortes. Porém, a personagem, punk convicta, interfere na narrativa e propõe que ela seja relatada a partir de seu próprio ponto de vista. A gata patricinha, Apolônia, fanática por shoppings e roupas de marca, apoiando a amiga, intervém, revelando de maneira indiscreta que Pimpa é apaixonada pelo emo Ub, um gaivota diferente do bando de jiujiteiros que domina a paradisíaca ilha, cenário desta história. Estes três personagens escondem um antigo segredo, repassado por uma ancestral de Pimpa, que se torna o objeto de desejo das truculentas aves lideradas por Ju-Gaivota e sua companheira Maria-Tatame. A fim de proteger Pimpa, Ub revela ao bando os mistérios da ilha e acaba por confiar-lhes todos os detalhes da velha lenda, cujo conhecimento e controle trariam grande fonte de poder. Começa, então, uma corrida contra o tempo para evitar que o violento grupo de gaivotas se apodere do segredo. Porém o que nenhum dos envolvidos desconfia é que grandes perigos aguardam a todos, sem exceção, no lado misterioso da ilha…
Pimpa, a Tartaruga, é, assim, uma metáfora que, através dos diversos conflitos entre tribos urbanas como punks, emos, jiujiteiros, patricinhas), fala de relações humanas e de luta coletiva de grupos em busca de seu espaço na sociedade.